# Banjar Agung (Jati Agung)
Banjar Agung is een bestuurslaag in het regentschap Lampung Selatan van de provincie Lampung, Indonesië. Banjar Agung telt 2.153 inwoners (volkstelling 2010).